# Einersheimer Tor (Iphofen)

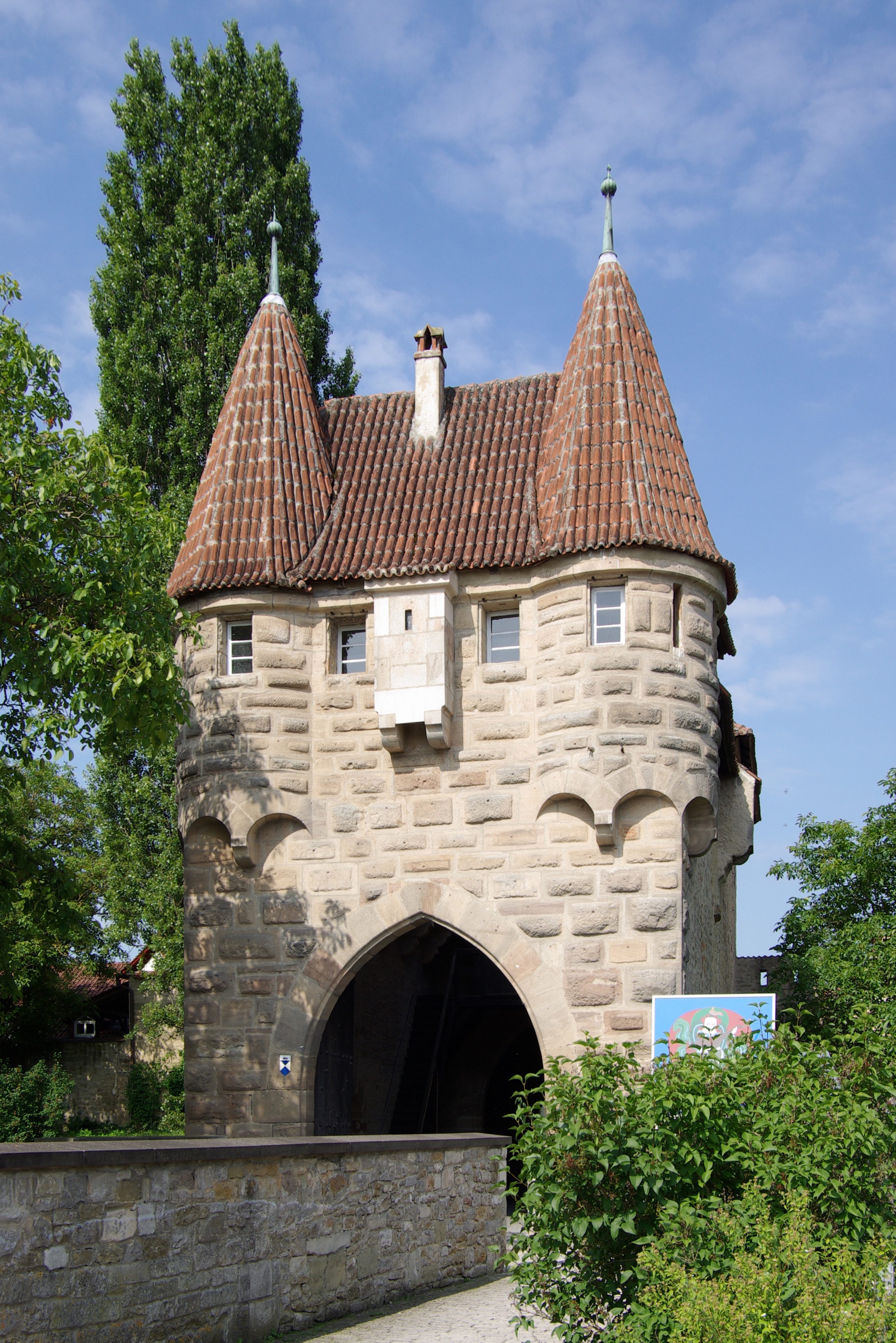
Das Vorwerk des Einersheimer Tors

Das Einersheimer Tor ist Teil der Stadtbefestigung von Iphofen. Es liegt im Osten der unterfränkischen Stadt.

## Geschichte und Architektur
Die Stadtumwehrung Iphofens datiert auf das Jahr 1293. Explizit erwähnt wurde das Einersheimer Tor 1422 in den Ratsprotokollen. Im Jahr 1451 fanden Ausbesserungsarbeiten am Tor statt. Das 16. Jahrhundert brachte weitere Veränderungen: Das Vorwerk wurde vom Steinmetz Caspar Rotenfelser durch eine Brücke und Mauern mit dem Hauptturm verbunden. 1525, während des Deutschen Bauernkriegs, scheiterten dort marodierende Bauern bei dem Versuch, Iphofen einzunehmen.
Das Vorwerk wurde im Laufe der Jahrhunderte mehrmals umgebaut. Es wurde verkleinert und verlor seine Zinnenbewehrung auf der Spitze. Heute bestehen Tor und Vorwerk aus viereckigen Türmen mit einem spitzbogigen Durchgang. Das Vorwerk weist Eckerkertürmchen auf. Eine Pechnase ist an der Stadtseite angebracht. Innen erinnert ein Steinkreuz an die Ermordung eines Iphöfers durch die Schweden 1632. Das Bayerische Landesamt für Denkmalpflege verzeichnet das Einersheimer Tor unter der Nummer D-6-75-139-73.